# Metriocnemus ancudensis
Metriocnemus ancudensis är en tvåvingeart som beskrevs av Edwards 1931. Metriocnemus ancudensis ingår i släktet Metriocnemus och familjen fjädermyggor. Inga underarter finns listade i Catalogue of Life.